# Атамурадов, Азат Силапович
Азат Силапович Атамурадов (туркм. Azat Sylapowiç Atamyradow; род. 1985, Ашхабад) — туркменский государственный деятель.

## Биография
В 2007 году окончил Туркменский государственный институт транспорта и связи по специальности «Автоматика, телемеханика и связь на железнодорожном транспорте».
2001—2001[уточнить] — автослесарь.
2008—2013 — работа в различных учреждениях Министерства железнодорожного транспорта Туркменистана.
2013—2015 — заместитель начальника транспортно-экспедиторского подразделения отдела транспортной экспедиции и международного расчета Расчетного центра Министерства железнодорожного транспорта Туркменистана.
2015—2017 — директор Акционерного общества закрытого типа «Железнодорожник».
05.10.2017 — 26.01.2018 — заместитель министра, временно исполняющий обязанности министра железнодорожного транспорта Туркменистана.
С 26.01.2018 — министр железнодорожного транспорта Туркменистана.

## Варианты транскрипции фамилии
- Фамилия: Атамырадов
- Имя: Азат